# Pro Evolution Soccer 2018
Pro Evolution Soccer 2018 (skraćeno PES 2018, u Aziji službeno World Soccer: Winning Eleven 2018) osamnaesta je nogometna videoigra u serijalu Pro Evolution Soccer, proizvođača i izdavača Konamija uz pomoć Blue Sky Teama. Na omotu kutije videoigre nalaze se najbolji nogometaši FC Barcelone, a među njima i Ivan Rakitić.
Kao i prijašnje verzije igre, i ovo izdanje ima UEFA-inu licencu za Ligu prvaka, Europsku ligu i Superkup zajedno s licencom CONMEBOL-a za Copa Santander Libertadores.

## Natjecanja i momčadi
Zahvaljujući ekskluzivnom ugovoru s UEFA-om i CONMEBOL-om, UEFA Liga prvaka, UEFA Europska liga, UEFA Superkup i Copa Libertadores imaju punu licenciju.

### Lige i Kupovi
- FA Premier liga
- Football League Championship
- FA kup
- Community Shield
- Ligue 1
- Ligue 2
- Kup
- Superkup
- Serie A
- Serie B
- Kup
- Superkup
- Eredivisie
- Kup
- Superkup
- Primeira Liga
- Kup
- Superkup
- La Liga
- Liga Adelante
- Copa Del Rey
- Supercopa Espana
- Primera Division
- Kup
- Superkup
- Brasileirão
- Kup
- Primera Division
- Kup
- Liga PEU (Europa)
- Copa PEU
- Super Cup PEU
- Liga PLA (Južna Amerika)
- Copa PLA
- Liga PAS (Azija)
- Copa PAS

### Međunarodna natjecanja (države)
- FIFA Svjetsko prvenstvo
- UEFA Europsko prvenstvo
- CONMEBOL Copa America
- AFC Asian Cup
- CAF African Cup

### Međunarodna natjecanja (klubovi)
- FIFA Klupsko Svjetsko prvenstvo
- UEFA Liga prvaka
- UEFA Europska liga
- UEFA Superkup
- Copa Libertadores
- Recopa Sudamericana
- AFC Champions League

### Reprezentacije
PES 2018 sadrži 81 nogometnu reprezentaciju.
Europa:
- Albanija
- Austrija
- Belgija
- BiH
- Bugarska
- Češka
- Danska
- Engleska
- Francuska
- Grčka
- Hrvatska
- Irska
- Island
- Italija
- Izrael
- Mađarska
- Nizozemska
- Norveška
- Njemačka
- Poljska
- Portugal
- Rumunjska
- Rusija
- Sjeverna Irska
- Slovačka
- Slovenija
- Srbija
- Škotska
- Španjolska
- Švedska
- Švicarska
- Turska
- Ukrajina
- Wales
- Andora

Sjeverna i Južna Amerika:
- Honduras
- Jamajka
- Kostarika
- Meksiko
- Panama
- SAD
- Argentina
- Bolivija
- Brazil
- Čile
- Kolumbija
- Ekvador
- Paragvaj
- Peru
- Urugvaj
- Venezuela

Azija i Oceanija:
- Australija
- Iran
- Irak
- Japan
- Jordan
- Južna Koreja
- Katar
- Kina
- Kuvajt
- Libanon
- Oman
- Saudijska Arabija
- Sjeverna Koreja
- Tajland
- UAE
- Uzbekistan
- Novi Zeland
- Oman

Afrika:
- Alžir
- Burkina Faso
- Egipat
- Gana
- Gvineja
- JAR
- Kamerun
- Mali
- Maroko
- Nigerija
- Obala Bjelokosti
- Senegal
- Tunis
- Zambija
- Angola

### Službene suradnje
- Fulham FC
- Liverpool FC
- Borussia Dortmund
- FC Barcelona
- Valencia
- Flamengo
- Corinthians Sao Paulo
- River Plate
- Independiente
- Colo Colo
- Universidad De Chile
- Alianza Lima
- Sporting Cristal

#### Europa
- Club Brugge
- KAA Gent
- RSC Anderlecht
- Slavia Prag
- København
- AEK Atena
- Olympiacos
- Panathinaikos
- PAOK
- Dinamo Zagreb
- Hajduk Split
- Borussia Dortmund
- RB Leipzig

- Schalke 04
- Steaua Bukurešt
- CSKA Moskva
- Spartak Moskva
- Zenit Petrograd
- Malmo FF
- Basel
- Young Boys
- Beşiktaş
- Fenerbahçe
- Galatasaray
- Šahtar Donjeck
- Dinamo Kijev